# Zeus y la serpiente
Zeus y la serpiente (Ζεύς και όφις) es una fábula atribuida a Esopo.

## Argumento
Al anunciar Zeus su boda, los animales le honraron con obsequios, cada cual según su naturaleza. La serpiente, al llegar, subió hasta donde estaba el dios y le ofreció una rosa que llevaba en su boca. Zeus, al verla, le dijo que de todos recibía los presentes, pero no los que venían de ella y su boca. La moraleja de esta fábula es que no debemos fiarnos de las aparentes bondades de los malvados.